# Козяри (Куявсько-Поморське воєводство)
Козяри (пол. Koziary, нім. Zickental) — село в Польщі, у гміні Бартничка Бродницького повіту Куявсько-Поморського воєводства.
Населення — 68 осіб (2011).
У 1975-1998 роках село належало до Торунського воєводства.

## Демографія
Демографічна структура станом на 31 березня 2011 року:
|          | Загалом | Допрацездатний вік | Працездатний вік | Постпрацездатний вік |
| -------- | ------- | ------------------ | ---------------- | -------------------- |
| Чоловіки | 39      | 13                 | 21               | 5                    |
| Жінки    | 29      | 5                  | 19               | 5                    |
| Разом    | 68      | 18                 | 40               | 10                   |